# دونالد ن. ليفين
دونالد ن. ليفين (بالإنجليزية: Donald N. Levine)‏ هو عالم اجتماع أمريكي، ولد في 16 يونيو 1931 في نيو كاسل في الولايات المتحدة، وتوفي في 5 أبريل 2015.

## وصلات خارجية
- الموقع الرسمي